# Галвестонский ураган (1915)
Ураган Галвестон 1915 года (англ. 1915 Galveston Hurricane) — разрушительный тропический циклон, обрушившийся на Подветренные острова, Гаити, Кубу и Техас в середине августа 1915 года. Ураган нанёс удар по городу Галвестон, Техас через 15 лет после катастрофического урагана 1900 года, где вызванный им штормовой прилив и волны, достигавшие 6,4 м высотой были сдержаны новой защитной дамбой, но размыли пляж города, смыв 100-метровую песочную полосу и оставив лишь узкий побочень. Этот тропический циклон вызвал значительные разрушения на своем пути, убив 275—400 человек и причинив ущерб в 50 млн долларов США (по ценам 1915 года).